# Kalmanskij rajon
Il Kalmanskij rajon (in russo Калманский район?) è un rajon del kraj dell'Altaj, nella Russia asiatica.